# 瓶花木
瓶花木（学名：Scyphiphora hydrophyllacea），为茜草科瓶花木属下的一个植物种。